# 스캔레이션
스캔레이션(Scanlation)은 일본 국외의 만화팬이 만화의 원본 또는 해적판을 입수하고 대사를 그들의 모국어로 다시 하여 무료로 배포하는 활동이다.
스캔레이션은 팬이 만든 만화를 한 언어에서 다른 언어로 스캔, 번역 및 편집하는 것이다. 스캔은 그룹에 의해 수행되는 아마추어 작업으로 수행되며 거의 항상 저작권 소유자의 명시적인 허가 없이 수행된다. "scanlation"이라는 단어는 스캔(scan)과 번역(translation)이라는 단어의 합성어이다. 이 용어는 주로 일본 만화에 사용되지만 한국 만화나 중국 만화와 같은 다른 언어에도 사용된다. 스캔본은 웹사이트에서 보거나 인터넷을 통해 다운로드한 이미지 파일 세트로 볼 수 있다.